# Beatrice Rosen
Beatrice Rosen, geboren als Béatrice Rosenblatt, (29 november 1977) is een Franse actrice. Ze verschijnt op aftitelingen van films ook onder Béatrice Rosen en Béatrice Rosenblatt. Beatrice Rosen werd geboren in de Amerikaanse stad New York, maar groeide op in Parijs, waar ze met acteren begon op tienjarige leeftijd.

## Carrière
In 2004 zette ze zichzelf internationaal op de kaart door mee te werken aan verscheidene Amerikaanse producties. In 2008 begon ze ook een carrière in het Verenigd Koninkrijk. Ze verscheen in 2009 in de rampenfilm 2012 als Tamara.
Ze speelde een rol in het achtste seizoen van de Warner Bros serie Charmed als onschuldige Maya Holmes. Ze verscheen tevens in het vierde seizoen van de serie Smallville als Dawn Stiles, een meisje dat op het wanhopige af prom queen wilde worden. Ze speelde daarnaast Gabrielle la Claire, dochter van de Franse ambassadeur in de in 2004 uitgebrachte film Chasing Liberty, Natascha in The Dark Knight met als tegenspeler Christian Bale en in Sharpe's Peril, met als tegenspeler Sean Bean in 2008.

## Filmografie
| Jaar | Film/Serie                             | Rol                       | Opmerkingen                                    |
| ---- | -------------------------------------- | ------------------------- | ---------------------------------------------- |
| 1998 | Un et un font six                      | La standardiste           | 1 aflevering, als Béatrice Rosenblatt          |
| 1998 | La vieille barrière                    | Une étudiante             | als Béatrice Rosenblatt                        |
| 1999 | Clown                                  | Blond Girl                | als Béatrice Rosenblatt                        |
| 1999 | Manatea, les perles du Pacifique       | Pauline                   | als Béatrice Rosenblatt                        |
| 1999 | La révolution sexuelle n'a pas eu lieu | Jeune fille 7             | als Béatrice Rosenblatt                        |
| 1999 | In punta di cuore                      | Clara                     | als Béatrice Rosenblatt                        |
| 1999 | Le ciel, les oiseaux,... et ta mère!   | onbekend                  |                                                |
| 2000 | Baie ouest                             | Leslie                    | onbekend aantal afleveringen, 2000-2001        |
| 2000 | Le fil du rasoir                       | Eliane Vercel             | als Béatrice Rosenblatt                        |
| 2000 | Passion assassine                      | onbekend                  | als Béatrice Rosenblatt                        |
| 2002 | Undercover                             | Audrey                    | als Béatrice Rosenblatt                        |
| 2002 | Cravate club                           | onbekend                  |                                                |
| 2003 | Le bleu de l'océan                     | Vanessa                   | als Béatrice Rosenblatt                        |
| 2003 | Bienvenue chez les Rozes               | Agnès                     | als Béatrice Rosenblatt                        |
| 2004 | North Shore                            | Mia                       | 1 aflevering, als Béatrice Rosen               |
| 2004 | Quintuplets                            | Gabrielle                 | 1 aflevering                                   |
| 2004 | Le grand patron                        | Stéphanie Celnik          | 1 aflevering                                   |
| 2004 | Chasing Liberty                        | Gabrielle                 |                                                |
| 2004 | Commando Nanny                         | Katie Winter              |                                                |
| 2005 | Charmed                                | Jenny Bennett/Maya Holmes | 3 afleveringen, als Béatrice Rosen             |
| 2005 | Smallville                             | Dawn Stiles               | 1 aflevering                                   |
| 2005 | Cuts                                   | Faith                     | 17 afleveringen, 2005-2006, als Béatrice Rosen |
| 2006 | Peaceful Warrior                       | Dory                      |                                                |
| 2006 | Blindfolded                            | Gorgeous                  |                                                |
| 2008 | Sharpe's Peril                         | Marie-Angelique Bonnet    |                                                |
| 2008 | The Dark Knight                        | Natascha                  |                                                |
| 2008 | The Other Side of the Tracks           | Marcy                     |                                                |
| 2008 | 100 Questions                          | Arielle Goodman           | 1 aflevering                                   |
| 2009 | 2012                                   | Tamara                    |                                                |
| 2010 | The Big I Am                           | Liza                      |                                                |
| 2010 | Woodland Cross                         | Jessica Thomas            |                                                |
| 2010 | Life's a Beach                         | Isabelle                  |                                                |
| 2011 | Le sang de la vigne                    | Victoire                  | 1 aflevering                                   |
| 2011 | Nikita                                 | Prinses Kristina          | 1 aflevering                                   |
| 2011 | Harry's Law                            | Marylin Monique           | 1 aflevering                                   |
| 2011 | Law & Order: Criminal Intent           | Andrea Stiles             | 1 aflevering                                   |
| 2012 | Road Nine                              | Nadia                     |                                                |